# Междущатска магистрала 880
Междущатска магистрала 880, за кратко магистрала 880 или 880 (на английски: Interstate 880, I-880) е междущатска магистрала в Района на Санфранциския залив в щата Калифорния, САЩ. Магистрала 880 е дълга 72,50 км (45,05 мили). През по-голямата част от маршрута си магистралата върви паралелно на югоизточния бряг на Санфранциския залив, където се нарича магистрала „Нимиц“. Магистрала 880 завършва насевер в град Оукланд при пресечката ѝ с магистрала 80 и магистрала 580 в близост до източната част на мостът Сан Франциско-Оукланд. На юг магистралата върви до пресечката с магистрала 280 в Сан Хосе.

## Градове
Основни градове и населени места по пътя на магистрала 880 от север на юг:
- Оукланд
- Сан Леандро
- Сан Лорензо
- Хейуърд
- Юниън Сити
- Нюарк
- Фримонт
- Милпитас
- Сан Хосе